# Moutya
Moutya – tradycyjny taniec praktykowany w Republice Seszeli położonej na Oceanie Indyjskim, wywodzący się z tradycji afrykańskich niewolników sprowadzonych na wyspy wraz z francuskimi osadnikami na początku XVIII wieku.
W 2021 roku decyzją Międzyrządowego Komitetu ds. Ochrony Niematerialnego Dziedzictwa Kulturowego seszelska moutya została wpisana na listę reprezentatywną niematerialnego dziedzictwa kulturowego UNESCO.

## Charakterystyka
Moutya tańczona jest przede wszystkim na Wyspach Wewnętrznych (Mahé, Praslin i La Digue), a w mniejszym zakresie również na Wyspach Zewnętrznych. Na wyspie Mahé, największej wyspie Seszeli, wykonawcy tego tańca zamieszkują głównie tereny wiejskie w dystryktach Anse Boileau, Anse Royale, Beau Vallon i Port Glaud oddalonych od stolicy kraju, Victorii.
Historia tańca sięga początku XVIII wieku, kiedy to na Seszele wraz z francuskimi osadnikami zaczęli przybywać niewolnicy z Afryki kontynentalnej, sprowadzani do pracy na plantacjach. W nocy spotykali się oni w lasach z dala od siedzib plantatorów, aby wykonywać taniec moutya, który stanowił dla nich pocieszenie w obliczu trudności i ubóstwa oraz formę oporu przeciwko niesprawiedliwości i zniewoleniu. Teksty śpiewanych podczas tańca pieśni stanowiły też formę wymiany informacji w obrębie społeczności.
Moutya to zmysłowy taniec z prostą choreografią, który zarówno kiedyś, jak i współcześnie wykonywany jest na świeżym powietrzu przy ogniskach. Muzyka do tańca tworzona jest przy użyciu dużego płaskiego bębna z koźlej skóry, zwanego moutya, na którym grają głównie mężczyźni. Rytuał rozpoczyna się od podgrzania instrumentów nad płomieniem ogniska, po czym bębniarze nadają rytm, a stojący w tłumie mężczyźni inicjują różne tematy, zazwyczaj związane z kwestiami społecznymi, na które w wysokiej tonacji odpowiadają tancerki. Następnie kobiety i mężczyźni zaczynają wspólny taniec o umiarkowanym tempie, który obejmuje energiczne kopanie w ziemię oraz zmysłowe ruchy bioder, jednak bez dotykania się ciał. Z czasem, pod wpływem spożywanego alkoholu, głównie tradycyjnych piw baka i lapire, zarówno teksty pieśni, jak i taniec mają wydźwięk coraz bardziej erotyczny.
Śpiewy podczas tańca wykonywane są w języku kreolskim seszelskim, jednym z języków urzędowych tego kraju. W 2019 roku istniało dziesięć aktywnych grup wykonujących ten taniec, składających się z bębniarzy, śpiewaków i tancerzy. Ze względu na wciąż zachowaną tradycyjną postać wykonywanego tańca, moutya pozostaje ważnym elementem seszelskiej tożsamości kulturowej. Praktykowana jest spontanicznie na wsiach, często pod koniec miesiąca, po otrzymaniu wypłaty, oraz podczas różnego rodzaju zgromadzeń, uroczystości i wydarzeń kulturalnych.
Transmisja tradycji odbywa się na drodze nieformalnej poprzez wykonywanie tańca wśród lokalnych społeczności, a także w sposób formalny dzięki ciągłemu jej dokumentowaniu, badaniu oraz promowaniu. W niektórych szkołach odbywają się również zajęcia z tańca moutya dla dzieci.